# Шта ако...?
Шта ако...? (енгл. What If...?) је америчка антологијска анимирана серија, креирана за Дизни+, заснована на истоименом Марвелом стрипу. Серија истражује алтернативне временске линије у мултиверзуму које показују шта би се догодило да су се главни моменти из филмова Марвеловог филмског универзума догодили другачије. Четврта је телевизијска серија Марвел студија, као и прва анимирана. Режију потписује Брајан Ендруз.
Џефри Рајт тумачи главну улогу Посматрача, који је наратор у серији, док многи глумци из филмова репризирају своје улоге. У септембру 2018. Марвел је најавио велики број серија за Дизни+, а серија базирана на Шта ако...? стриповима је први пут најављена у марту 2019. године. Серија је озваничена месец дана касније, а такође је најављено да ће многи глумци из филмова позајмити гласове истоименим ликовима из серије.
Прва сезона серије почела је са приказивањем 11. августа 2021. године и састоји се од 9 епизода, а последња епизода је емитована 6. октобра исте године. Друга сезона је премијерно емитована од 22. до 30. децембра 2023. и такође се састоји од 9 епизода. Серија је добила углавном позитивне критике од стране критичара, који су нарочито похвалили гласовну глуму, креативне приче и сценарије, али неки од њих су критиковали анимацију и дужину епизода.

## Радња
Серија истражује шта би се догодило када би се главни тренуци из Марвеловог филмског универзума десили другачије.

## Улоге

### Главне
| Глумац     | Улога            |
| ---------- | ---------------- |
| Џефри Рајт | Уату / Посматрач |

### Споредне
| Глумац            | Улога                             |
| ----------------- | --------------------------------- |
| Самјуел Л. Џексон | Ник Фјури                         |
| Рос Маркуанд      | Јохан Шмит / Црвена Лобања Алтрон |
| Чедвик Боузман    | Т'Чала / Црни Пантер / Стар Лорд  |
| Мик Вингерт       | Тони Старк / Ајронмен             |

### Гостујуће
| Глумац              | Улога                               |
| ------------------- | ----------------------------------- |
| Хејли Атвел         | Пеги Картер / Капетан Картер        |
| Себастијан Стен     | Џејмс „Баки” Барнс                  |
| Доминик Купер       | Хауард Старк                        |
| Стенли Тучи         | Ејбрахам Ерскин                     |
| Тоби Џоунс          | Арним Зола                          |
| Бредли Витфорд      | Џон Флин                            |
| Џош Китон           | Стив Роџерс / Хидра Стомпер         |
| Џереми Ренер        | Клинт Бартон / Хокај                |
| Нил Макдона         | Дам Дам Даган                       |
| Мајкл Рукер         | Јонду Удонта                        |
| Џош Бролин          | Танос                               |
| Бенисио дел Торо    | Танелир Тиван / Колекционар         |
| Курт Расел          | Иго                                 |
| Офелија Ловибонд    | Карина                              |
| Кари Кун            | Проксима Миднајт                    |
| Том Вон-Лолор       | Ебони Мо                            |
| Карен Гилан         | Небула                              |
| Џимон Хансу         | Корат                               |
| Џон Кани            | Т'Чака                              |
| Шон Ган             | Креглин Обфонтери                   |
| Крис Саливан        | Тејзерфејс                          |
| Сет Грин            | Патак Хауард                        |
| Данај Гурира        | Окоје                               |
| Фред Татаскиор      | Дракс                               |
| Брајан Т. Делејни   | Питер Квил                          |
| Марк Рафало         | Брус Бенер / Хулк                   |
| Том Хидлстон        | Локи                                |
| Кларк Грег          | Фил Колсон                          |
| Џејми Александер    | Сиф                                 |
| Френк Грило         | Брок Рамлоу                         |
| Лејк Бел            | Наташа Романова / Црна Удовица      |
| Мајкл Даглас        | Хенк Пим                            |
| Стефани Панисело    | Бети Рос                            |
| Мајк Макгил         | Тадијус Рос                         |
| Александра Данијелс | Керол Денверс / Капетан Марвел      |
| Бенедикт Камбербач  | доктор Стивен Стрејнџ               |
| Рејчел Макадамс     | Кристин Палмер                      |
| Бенедикт Вонг       | Вонг                                |
| Тилда Свинтон       | Древна                              |
| Ајк Амади           | О’Бејн                              |
| Лесли Биб           | Кристин Еверхарт                    |
| Пол Бетани          | Визија                              |
| Еванџелин Лили      | Хоуп ван Дајн / Оса                 |
| Пол Рад             | Скот Ланг / Антмен                  |
| Џон Фавро           | Харолд „Хепи” Хоган                 |
| Емили Ванкамп       | Шерон Картер                        |
| Дејвид Дастмалчијан | Курт                                |
| Хадсон Темз         | Питер Паркер / Спајдермен           |
| Мајкл Б. Џордан     | Н'Џадака / Ерик „Килмонгер” Стивенс |
| Анџела Басет        | Рамонда                             |
| Енди Серкис         | Јулисиз Кло                         |
| Дон Чидл            | Џејмс „Роуди” Роудс                 |
| Киф Ванденховел     | Обадаја Стејн                       |
| Бет Хојт            | Пепер Потс                          |
| Озиома Акага        | Шури                                |
| Крис Хемсворт       | Тор                                 |
| Натали Портман      | Џејн Фостер                         |
| Кет Денингс         | Дарси Луис                          |
| Џеф Голдблум        | Грандмастер                         |
| Коби Смалдерс       | Марија Хил                          |
| Таика Ваитити       | Корг                                |
| Жозет Илс           | Фрига                               |
| Кленси Браун        | Суртур                              |
| Жорж Сент-Пјер      | Жорж Батрок                         |
| Синтија Маквилијамс | Гамора                              |

## Епизоде
| Сезона | Сезона | Епизоде | Епизоде | Оригинално емитовање | Оригинално емитовање |
| Сезона | Сезона | Епизоде | Епизоде | Премијера            | Финале               |
| ------ | ------ | ------- | ------- | -------------------- | -------------------- |
|        | 1.     | 9       | 9       | 11. август 2021.     | 6. октобар 2021.     |
|        | 2.     | 9       | 9       | 22. децембар 2023.   | 30. децембар 2023.   |

### 1. сезона
| Бр. еп. | Наслов                                                              | Редитељ       | Сценариста                 | Премијера           |
| --- | ------------------------------------------------------------------- | ------------- | -------------------------- | ------------------- |
| 1 | Шта ако... би Капетан Картер била први осветник?                    | Брајан Ендруз | А. Ц. Бредли               | 11. август 2021.    |
| Током Другог светског рата, Стив Роџерс је првобитно изабран да буде први светски супер-војник. Пре него што је успео да добије серум супер-војника, Хидрин шпијун Кругер интервенише и упуцава Роџерса и пуковника Честера Филипса. Пеги Картер убија Кругера и добровољно се пријављује да сама прими серум. Она је успешно побољшана, али Џон Флин јој забрањује учешће у борби. Тајно добијајући опрему од Хауарда Старка, Картерова краде Тесеракт од Хидре, а затим бива унапређена у борбену улогу Капетан Картер. Старк користи Тесеракт да створи наоружано оклопно одело за Роџерса, звано „Хидра Стомпер”. Картерова и Роџерс воде многе битке током рата, укључујући спасавање заробљеника, међу којима су Баки Барнс и Дам Дам Даган, од Хидре. Роџерс у свом оделу бива заробљен током напада на Хидрин воз, који том приликом експлодира, а његови савезници га сматрају мртвим. Картерова и њени савезници се инфилтрирају у Хидрину базу где проналазе Роџерса. У бази, Црвена Лобања користи Тесеракт за отварање портала и ослобађање међудимензионалног бића са пипцима, које га убија. Картерова се жртвује како би вратила створење у његову димензију. Скоро 70 година касније, портал је поново отворен. Картерова излази из њега и упознаје Ника Фјурија и Клинта Бартона.        |                                                                     |               |                            |                     |
| 2 | Шта ако... би Т'Чала постао Стар Лорд?                              | Брајан Ендруз | Метју Чонси                | 18. август 2021.    |
| Године 1988, Иго шаље Свемирске одметнике на Земљу да му доведу његовог сина Питера Квила, али они грешком отимају младог Т'Чалу из Ваканде. Т'Чала пристаје да се придружи одметницима. Двадесет година касније, Т'Чала је постао чувени међугалактички плаћеник „Стар Лорд”, а вођа одметника Јонду Удонта га је уверио да је Ваканда уништена. Небула прилази одметницима и предлаже им да украду Жар Генезе, космички артефакт способан да искорени галактичку глад, од галактичког краља криминала Танелира Тивана. У Тивановом седишту на Знајгдеу нуде му Камен снаге као одвлачење пажње док Т'Чала тражи Жар, али он проналази свемирску летелицу из Ваканде која га је тражила. Небула наизглед издаје одметнике, који бивају заробљени, али ово се испоставља као још један трик за проналажење Жара. Тиванова робиња Карина спашава Т'Чалу. Одметници и Карина побеђују Тивана и његове послушнике Црног Реда; пљачка успева. Т'Чала опрашта Јондуу што га је лагао о Ваканди, па се они тамо враћају са осталим одметницима како би Т'Чала могао поново да се види са својом породицом. На другом месту, Иго прилази Квила, који ради као домар у једном ресторану. |                                                                     |               |                            |                     |
| 3 | Шта ако... би свет изгубио своје најмоћније хероје?                 | Брајан Ендруз | А. Ц. Бредли и Метју Чонси | 25. август 2021.    |
| У току једне недеље, директор Шилда, Ник Фјури, покушава да регрутује хероје за Иницијативу Осветника, али сваки од њих је мистериозно убијен: Наташа Романова убризгава Тонију Старку необјашњиво смртоносну инјекцију, Клинт Бартон случајно устрељава и убија Тора након чега умре у Шилдовом притвору, Брус Бенер / Хулк експлодира, а Романова је нападнута и убијена током истраге других убистава; пре него што умре, Романова каже Фјурију да су убиства повезана са „Хоуп”. Асгардијци, предвођени Локијем, стижу на Земљу да освете Тора; Фјури им предлаже савез за хватање убице. Фјури закључује да је Хенк Пим убица и да користи своју технологију смањивања да изврши убиства као освету за смрт своје кћерке, Хоуп ван Дајн, која је погинула на дужности као агент Шилда. Фјури и Локи поражавају Пима, који је приведен Асгарду. Локи одлучује да остане на Земљи, постајући њен владар. Фјури почиње да окупља још хероја, проналазећи Стива Роџерса смрзнутог у леду и позива Керол Денверс на Земљу. |                                                                     |               |                            |                     |
| 4 | Шта ако... би Доктор Стрејнџ изгубио своје срце уместо својих руку? | Брајан Ендруз | А. Ц. Бредли               | 1. септембар 2021.  |
| Након што је изгубио своју девојку др Кристин Палмер у саобраћајној несрећи, др Стивен Стрејнџ путује у Камар-Таџ и изучава мистичне уметности. Он открива Око Агамота, које може манипулисати временом, али га Древна и Вонг упозоравају да би то могло уништити стварност. Две године касније, Стрејнџ више пута покушава да искористи Око да спасе Кристин, али она и даље умире у сваком сценарију. Древна говори Стрејнџу да је Кристинина смрт „апсолутна тачка” у временској линији која се не може поништити, али Стрејнџ одбија да је послуша. Користећи моћ Тамне димензије, Древна дели Стрејнџа на две алтернативне верзије: један Стрејнџ прихвата Кристинину смрт, док други открива како да стекне моћ упијајући мистична бића, постајући Врховни Стрејнџ. Ова зла верзија надјачава доброг Стрејнџа, апсорбује га и користи његову моћ да васкрсне Кристин, кидајући стварност. Врховни Стрејнџ моли Посматрача за помоћ, али он одбија да интервенише. Кристин се распада и свемир се урушава, остављајући Врховног Стрејнџа да тугује сам. |                                                                     |               |                            |                     |
| 5 | Шта ако... Зомбији?!                                                | Брајан Ендруз | Метју Чонси                | 8. септембар 2021.  |
| Хенк Пим проналази Џанет ван Дајн у квантној стварности и она га инфицира квантним вирусом. Враћају се на Земљу и изазивају зомби апокалипсу. Две недеље касније, група преживелих − Брус Бенер, Хоуп ван Дајн, Питер Паркер, Баки Барнс, Окоје, Шерон Картер, Хепи Хоган и Курт − сазнају да потенцијални лек постоји у кампу Лихај. Они губе Хогана, Картерову и Хоуп у нападима зомбија на путу до тамо, где проналазе Визију. Његов Камен ума може да заустави вирус, што демонстрира излеченом главом Скота Ланга која је преживела у тегли, али заражена Ванда Максимов је имуна на лек и Визија је храни комадима Т'Чале. Ванда се ослобађа и убија Курта, Окоје и Барнса. Не желећи да живи без Ванде, Визија предаје Паркеру Камен ума и умире том приликом. Бенер се претвара у Хулка и бори се против Ванде, допуштајући осталима да побегну. Да би емитовали енергију Камена ума широм планете, Паркер, Ланг и Т'Чала одлазе у Ваканду. У међувремену, зомби Танос држи готово попуњену Рукавицу бескраја. |                                                                     |               |                            |                     |
| 6 | Шта ако... би Килмонгер спасио Тонија Старка?                       | Брајан Ендруз | Метју Чонси                | 15. септембар 2021. |
| Током посете Тонија Старка Авганистану његов конвој напада организација „Десет прстенова”, али га спасава Ерик „Килмонгер” Стивенс. По повратку у Сједињене Државе, Килмонгер разоткрива план Обадаје Стејна да убије Тонија Старка и преузме Старк Индустрију. Као услугу за спасен живот, Старк се понуди да са Стивенсом направи хуманоидног ратника користећи Килмонгеров прстен направљен од вибранијума. Схвативши да им недостаје вибранијума, они организују састанак Џејмса Роудса и Јулисиза Клоа. По Килмонгеровим упутствима, Кло пушта гласине који на састанак доведу и Т'Чалу. Килмонгер убија Т'Чалу и Роудса, чију смрт приказује као Т'Чалино дело. Старк схвата да Килмонгер стоји иза свега, али Килмонгер успева да и њега да елиминише приказавши све као напад држављана Ваканде, а потом одлази са Клоом до границе Ваканде где га убија и односи као чин правде краљу Т'Чаки. Тадијус Рос шаље дронове у Ваканду како би осветио Старкову смрт, али се снаге Ваканде са Килмонгером успешно одбране. У знак захвалности, Т'Чака даје Килмонгеру срцолику биљку и он постаје нови Црни Пантер. Док Сједињене Државе припремају одмазду према Ваканди, Шури посећује Пепер Потс и обавештава је о агенди коју Килмонгер спроводи и предлаже јој да се удруже како би га разоткриле. |                                                                     |               |                            |                     |
| 7 | Шта ако... би Тор био јединац?                                      | Брајан Ендруз | А. Ц. Бредли               | 22. септембар 2021. |
| Након што је победио Ледене Дивове у рату, Один налази напуштено дете, Локија, и враћа га краљу Јотунхајма, Лауфију. Годинама касније, Одинов јединац, Тор, постаје неодговорни принц, љубитељ провода. Док се Один одмара у свом сну, а Фрига је одсутна, Тор путује на Земљу како би направио интергалактичку забаву. Његов долазак буди интересовање Џејн Фостер и њене стажисткиње Дарси. Фостерова и Тор развијају симпатије. В.д. директор Шилда, Марија Хил, зове Керол Денверс како би спречила Тора да настави са деструкцијама. Денверсова се сукоби са Тором, али он успе да је порази заробивши је Мјолниром. Она предлаже Хиловој да намаме Тора у ненасељен локалитет како би она могла да користи своју пуну снагу. Желећи да избегне сукоб, Фостерова смишља како да ступи у контакт са Асгардом, што и чини. Хилова спрема нуклеарни напад уколико план са Денверс не успе, али Фрига се јавља Тору и прекида борбу најављујући свој долазак на Земљу. Преплашени Тор моли за помоћ своје пријатеље како би поспремили направљени неред. Фрига стиже у Италију да би видела Тора са групом ванземаљаца како уче. Фостерова и Тор се договарају да изађу на састанак баш пре него што се појави група дронова предвођена Алтроном у Визијином телу са свим камењем бескраја.               |                                                                     |               |                            |                     |
| 8 | Шта ако... би Алтрон победио?                                       | Брајан Ендруз | Метју Чонси                | 29. септембар 2021. |
| Алтрон пребацује своју свест у Визијино тело и уграђује Камен ума у њега, побеђује Осветнике и активира бојеве главе широм света. Танос долази на Земљу како би покупио последњи камен за своју рукавицу, али га Алтрон убије пре него што Танос било шта покуша. Он апсорбује камење и прави армију како би уништио сав живот у универзуму. Преживели на Земљи остају Клинт Бартон и Наташа Романова. Керол Денверс покуша да порази Алтрона, али не успева и гине. Алтрон осећа присуство неке јаче силе што Посматрача тера на забринутост. Бартон и Романова налазе Хидрину базу у Сибиру са последњом копијом свести Арнима Золе и покушавају да његов аналогни код искористе како би поразили Алтрона. Зола не успева да се повеже са Алтроном и констатује да је разлог то што Алтрон више није у овом универзуму. Нападнути, они покушавају да побегну, али не успевају због чега се Бартон жртвује и омогућава бег Романовој и Золи, сада у телу једног од Алтронових робота. Алтрон проналази Посматрача и напада га кроз бројне светове Мултиверзума које притом упознаје. Схвативши да га не може поразити, Посматрач се повлачи из борбе. Он одлази до сфере у којој је Врховни Стрејнџ и моли га за помоћ.                                                                                   |                                                                     |               |                            |                     |
| 9 | Шта ако... би Посматрач прекршио своју заклетву?                    | Брајан Ендруз | А. Ц. Бредли               | 6. октобар 2021.    |
| Посматрач регрутује Капетана Картер, Стар-Лорда Т'Чалу, Тора, Килмонгера Црног Пантера и Гамору која је убила Таноса из њихових универзума и заједно са Врховним Стрејнџом они чине Чуваре Мултиверзума. Чувари одлазе на ненасељену планету како би се спремили за битку са Алтроном, али Тор привлачи пажњу громовима и Алтрон их напада. Т'Чала успе да украде Камен душе Алтрону и Чувари беже на Земљу на којој је Наташа Романова, тако што им Врховни Стрејнџ купи довољно времена након што отвори портал кроз који хорда зомбија напада Алтрона, укључујући и Ванду Максимов.. Алтрон успе да надјача Чуваре, али Романова и Картер га погоде стрелом која садржи Золин вирус. Зола брише Алтронов код вештачке интелигенције док Килмонгер вибранијумом узима камење за себе. Зола, у Алтроновом телу, тражи камење за себе и сукобљава се са Килмонгером. Врховни Стрејнџ и Посматрач користе прилику и успевају да их заробе у сферу сличну оној у којој живи Стрејнџ. Стрејнџ се враћа у своју сферу док Посматрач враћа Чуваре Мултиверзума у њихове светове – све изузев Романове, коју спроводи у универзум где је свет изгубио своје Осветнике. У завршним сценама Капетан Картер и Наташа Романова из њеног универзума налазе Хидра Стопмер оклоп и некога у њему.                       |                                                                     |               |                            |                     |